# Zoológico de La Habana
El zoológico de La Habana es el parque zoológico principal de Cuba y el más antiguo del país. Ocupa la antigua finca y vivero "La Rosa", propiedad del ayuntamiento. Popularmente se conoce como el Zoológico de 26, por tener su entrada principal en la Avenida 26 de la capital cubana.

## Historia
En 1937, varios profesores de la Universidad de La Habana, entre los que se encontraba Carlos de la Torre, investigador, malacólogo y zoólogo, concibieron la idea de crear un zoológico en la ciudad. Las obras comienzan en 1939 inaugurándose en 1943. Al año siguiente, el parque tenía una colección de 180 especies: 95 de aves y 39 de reptiles. A principios de 1948 se construye la infraestructura de calles y se amplía para albergar diversas especies de mamíferos. Sin embargo, durante la década siguiente, el zoo se ve afectado por la situación política del país, careciendo de fondos para su mantenimiento. No es hasta 1959, tras la revolución cubana, cuando se inicia la rehabilitación y ampliación de las instalaciones. La superficie del parque alcanza las 23 hectáreas y se incorporan más especies.
El zoo posee un herpetario, cuyos primeros inquilinos fueron varios ejemplares de majaes de Santa María y dos pitones de tres metros.
Entre las especies más visitadas del zoo se encuentra una de las pocas aves con pelo de Cuba: el casuar australiano, un búho americano de Virginia de más de 40 años, y el macho de una pareja de cóndores, regalo del presidente chileno Salvador Allende al presidente cubano Fidel Castro.[cita requerida]
El zoológico también cuenta con un parque infantil y servicios hosteleros.